# Estació de Banc
Banc (també anomenada Banco) és una estació del metro de Barcelona fora de servei que es troba entre les estacions d'Urquinaona i Jaume I (L4), concretament sota la Via Laietana i la plaça d'Antoni Maura de Barcelona.
Es va construir el 1911, però els trens del Gran Metro de Barcelona no hi van circular fins al 1926. Tot i això els trens no hi feien parada perquè es trobava massa a prop de la resta d'estacions (Urquinaona i Jaume I) i les dimensions no eren les adequades. L'estació segueix tapiada i amb els accessos bloquejats, i s'ha fet servir per guardar material de via.
L'estació ha suscitat força misteri, amb llegendes com que hauria servit per transportar diners de les recaptacions diàries i dipositar-les al Banc d'Espanya, llavors situat a l'avinguda de la Catedral, avui dia seu de CatalunyaCaixa.